# رالف فاغنر
رالف فاغنر (بالألمانية: Ralf Wagner)‏ هو اقتصادي ألماني، ولد في 19 أكتوبر 1968.